# Jean Mermod
Jean Mermod (* um 1935) ist ein Schweizer Badmintonspieler. 

## Karriere
Jean Mermod gewann seiner ersten nationalen Titel in der Schweiz 1957, wo er sowohl im Doppel als auch im Einzel erfolgreich war. 1958 und 1959 war er in beiden Disziplinen erneut erfolgreich, 1960 dagegen nur noch im Herrendoppel.

## Sportliche Erfolge
| Saison | Veranstaltung                   | Disziplin    | Platz | Name                        |
| ------ | ------------------------------- | ------------ | ----- | --------------------------- |
| 1957   | Schweizer Einzelmeisterschaften | Herreneinzel | 1     | Jean Mermod                 |
| 1957   | Schweizer Einzelmeisterschaften | Herrendoppel | 1     | Jean Mermod / Robert Baldin |
| 1958   | Schweizer Einzelmeisterschaften | Herreneinzel | 1     | Jean Mermod                 |
| 1958   | Schweizer Einzelmeisterschaften | Herrendoppel | 1     | Jean Mermod / Robert Baldin |
| 1959   | Schweizer Einzelmeisterschaften | Herreneinzel | 1     | Jean Mermod                 |
| 1959   | Schweizer Einzelmeisterschaften | Herrendoppel | 1     | Jean Mermod / Robert Baldin |
| 1960   | Schweizer Einzelmeisterschaften | Herrendoppel | 1     | Jean Mermod / Robert Baldin |